# Plaque d'immatriculation malgache

## Types de plaques
Il existe plusieurs types de plaques d'immatriculation :
- les plaques courantes sont des plaques noirs à textes blanches composés de 4 chiffres et de deux ou trois lettres (la première lettre étant le code de la province d'immatriculation)[1],
- les plaques militaires sont noirs à textes blanches composés du drapeau malgache, d'une ou deux lettres indiquant le corps ou régiment d'affiliation et de 4 chiffres.
- les plaques administratives sont rouges à textes blanches, composés de 4 chiffres et de deux ou trois lettres.
- les plaques pour les organisations internationales, vertes à textes blanches, composés de trois chiffres, d'un code à 2 ou 3 lettres, puis de 3 ou 4 chiffres.

Exemple : 1234 AB, pour les plaques courantes;
009 PE 895, pour les organisations internationales; Z 1234, pour les véhicules de l'armée.

## Les plaques d'immatriculation vertes
Les plaques d'immatriculation vertes correspondent à celles des organisations internationales, vertes à textes blanches.
Les  numéros des plaques vertes composés comme suit :
- Trois chiffres qui indiquent l'organisation. Le premier chiffre indique le type d'organisation: 0xx pour les ambassades, 2xx pour les agences des Nations unies,  3xx pour les ONGs internationales, et 4xx pour les missions consulaires.
- d'un code à 2 ou 3 lettres selon que le véhicule soit assigné à un Chef de mission diplomatique (CMD), Chef de mission consulaire (CMC), au corps diplomatique (CD), souvent ce sont les véhicules de service, au Personnel expatrié (PE), correspondant à leurs véhicules personnels,
- puis de 3 ou 4 chiffres qui est l'identifiant du vehicule.

### Numeros de plaques par organisation (trois premiers chiffres)
| Code | Organisation                                          |
| ---- | ----------------------------------------------------- |
| 001  | Ambassade d'Algérie                                   |
| 002  | Ambassade d'Allemagne                                 |
| 004  | Ambassade de Chine                                    |
| 007  | Ambassade du Japon                                    |
| 008  | Ambassade des États-Unis                              |
| 009  | Ambassade de France                                   |
| 010  | Ambassade du Royaume Uni                              |
| 011  | Ambassade de l'Inde                                   |
| 013  | Ambassade d'Iran                                      |
| 015  | Agence de coopération internationale japonaise (JICA) |
| 201  | Banque Mondiale                                       |
| 202  | UN FAO                                                |
| 205  | UN OMS                                                |
| 206  | UNDP                                                  |
| 207  | UNICEF                                                |
| 208  | UNFPA                                                 |
| 209  | UN WFP                                                |
| 215  | UN OIM                                                |
| 300  | WWF                                                   |

## Galerie

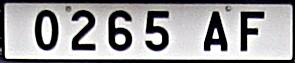
Plaque d'immatriculation avant actuelle.
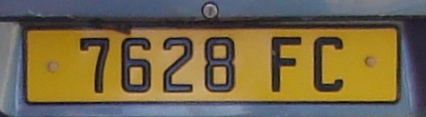
Plaque d'immatriculation arrière actuelle.
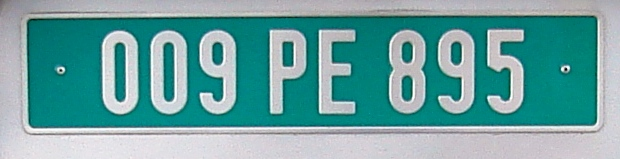
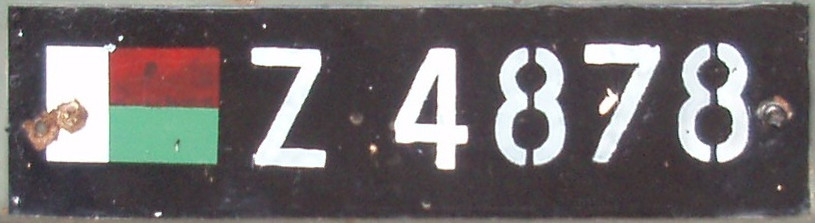
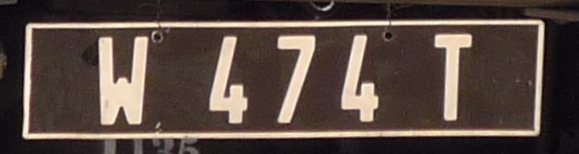
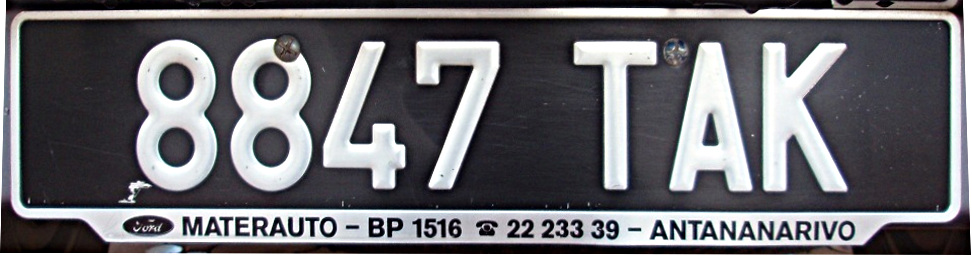
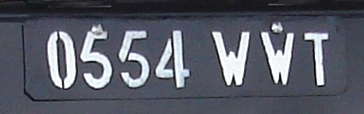
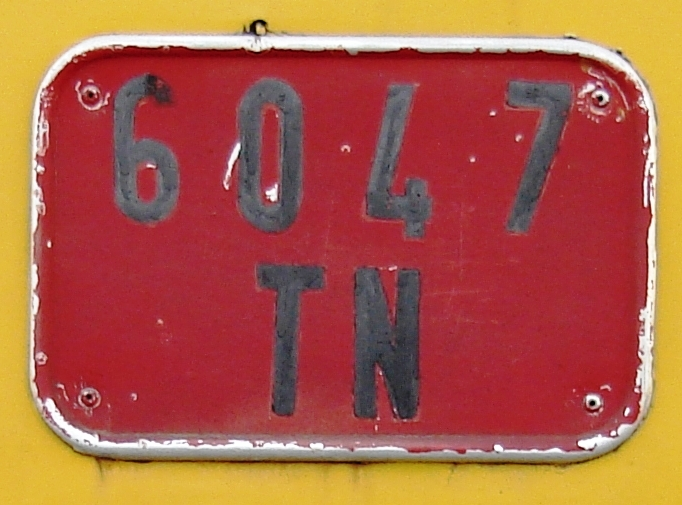